# Instituto Mittag-Leffler
O Instituto Mittag-Leffler é uma instituição de pesquisas sobre matemática, localizado em Djursholm, região suburbana de Estocolmo. Estudantes são convidados a participar de programas sobre assuntos especializados da matemática, pelo período de 6 ou 12 meses. O instituto é suportado pela Academia Real das Ciências da Suécia, apoiada por sociedades científicas representando todos os países escandinavos.
O prédio principal do instituto foi residência do matemático Magnus Gösta Mittag-Leffler, que o doou juntamente com sua considerável biblioteca, fundando o instituto em 1916. Quando Mittag-Leffler faleceu, em 1927, seu espólio foi insuficiente para garantir o prosseguimento de seu funcionamento como instituto de pesquisa, que foi reativado somente em 1969, sob a coordenação de Lennart Carleson.
O instituto publica os periódicos Acta Mathematica, fundado por Mittag-Leffler em 1882, e Arkiv för Matematik, fundado em 1903.